# Achaea janata
Achaea janata is een vlinder uit de familie van de spinneruilen (Erebidae). De wetenschappelijke naam werd gepubliceerd in 1758 als Geometra janata door Carl Linnaeus in de tiende editie van Systema naturae. 

## Verspreiding
De soort komt voor in het Oriëntaals en het Australaziatisch gebied.

## Waardplanten
De rups leeft op planten uit ongeveer dertig verschillende families:
- Araucariaceae
  - Agathis
  - Araucaria
- Combretaceae
  - Anogeissus
  - Terminalia
- Convolvulaceae
  - Ipomoea
- Cruciferae
  - Brassica
  - Raphanus
- Cucurbitaceae
  - Cucurbita
- Cupressaceae
  - Cupressus
- Dipterocarpaceae
  - Shorea
- Euphorbiaceae
  - Acalypha
  - Aleurites
  - Andrachne
  - Bischofia
  - Chamaesyce
  - Codiaeum
  - Croton
  - Euphorbia
  - Excoecaria
  - Flueggea
  - Jatropha
  - Manihot
  - Pedilanthus
  - Phyllanthus
  - Ricinus
  - Sapium
- Gramineae
  - Saccharum
- Lecythidaceae
  - Planchonia
- Leguminosae
  - Acacia
  - Albizia
  - Arachis
  - Bauhinia
  - Dalbergia
  - Desmanthus
  - Glycine
  - Leucaena
  - Mimosa
  - Paraserianthes
  - Phaseolus
  - Prosopis
  - Vigna
  - Zylia
- Loganiaceae
  - Strychnos
- Lythraceae
  - Lagerstroemia
  - Punica
- Malvaceae
  - Abutilon
  - Gossypium
- Moraceae
  - Ficus
- Myrtaceae
  - Eucalyptus
  - Psidium
- Palmae
  - Cocos
- Polygonaceae
  - Emex
- Polypodiaceae
  - Polypodium
- Proteaceae
  - Macadamia
- Rhamnaceae
  - Ziziphus
- Rosaceae
  - Rosa
- Sapindaceae
  - Litchi
  - Nephelium
  - Schleichera
- Sapotaceae
  - Madhuca
  - Mimusops
  - Palaquium
- Solanaceae
  - Capsicum
- Sterculiaceae
  - Sterculia
  - Theobroma
- Tiliaceae
  - Grewia
- Zygophyllaceae
  - Tribulus